# Edmond Malone
Edmond Malone (4 de octubre de 1741 -  25 de abril de 1812) fue un erudito y editor de las obras de William Shakespeare, de origen irlandés. Su nombre en ciertas ocasiones es escrito como «Edmund».

## Biografía

### Inicios
Nació en la ciudad de Dublín, Irlanda. Su padre, Edmond Malone, fue un parlamentario de la Cámara de los Comunes y juez del Tribunal de causas comunes en Irlanda. Edmond Malone fue educado en el Trinity College de Dublín, y fue admitido en 1767 en el Colegio de Abogados de Irlanda. Con la muerte de su padre en 1774, Malone logró asegurar sus ingresos, y marchó a Londres, donde frecuentó círculos artísticos y literarios. Habitualmente, visitaba al ensayista y poeta Samuel Johnson, y colaboró en la revisión y corrección de la biografía “La vida de Samuel Johnson” (en inglés Life of Samuel Johnson) escrita por James Boswell, en la cual también realizó comentarios en las últimas cuatro ediciones. Fue amigo del pintor sir Joshua Reynolds, y sirvió de modelo para un retrato, que yace en la National Portrait Gallery de Londres.

### Carrera profesional
Malone fue albacea de Reynolds, y publicó en 1798 una colección póstuma de las obras de su amigo, acompañadas con una memoria. Entre sus amistades cercanas se encontraban Horace Walpole, Edmund Burke, George Canning, Oliver Goldsmith, James Caulfeild, y en un principio también estaba entre sus amigos George Steevens.
Alentado por Charlemont y Steevens, se dedicó al estudio cronológico de los dramas de Shakespeare en 1778, y los resultados de su intento por establecer el orden en el cual las obras de teatro de Shakespeare fueron escritas es aún aceptado. Sin embargo, este estudio fue seguido por dos volúmenes complementarios publicados en 1780, que en parte consistían de observaciones sobre la historia del teatro isabelino y los textos de obras teatrales de procedencia dudosa. Nuevamente, en 1783 publicó un apéndice. Estas publicaciones se realizaron después de la versión presentada por Steevens del Shakespeare de Samuel Johnson. No obstante, Malone rehusó alterar algunas de sus notas a la edición de Shakespeare de Isaac Reed (1785), lo cual causó que Steevens discrepara profundamente, resultando en un conflicto entre los dos.
Los siguientes siete años Malone se dedicó exclusivamente a la creación de su propia edición de Shakespeare, contenida en once volúmenes, y en los cuales analizó la historia del teatro, además incluyó la biografía de Shakespeare y sus críticas sobre la autenticidad de las tres partes de la obra Enrique VI. Su trabajo editorial fue laureado por Burke, criticado por Walpole y maldecido por Joseph Ritson. Indudablemente, su labor editorial demostró una investigación infatigable y el respeto apropiado por los textos de ediciones más tempranas.
Malone publicó en 1782 un rechazo a la afirmación de antigüedad sobre los poemas de Rowley, acusando a Thomas Chatterton de impostor. Además, censuró en 1786 los manuscritos sobre Irlanda de Chatterton como falsificaciones. Entre otro de sus trabajos más importantes, está su elaborada edición de las obras del escritor John Dryden (1800). En esta edición incluyó una memoria, y ha sido vastamente reconocido por su precisión y cuidado académico. En 1801, la Universidad de Dublín le otorgó el título de “Doctor en Leyes” (LLD).
En el momento de su muerte, Malone se encontraba trabajando en su octava edición de Shakespeare, y dejó toda la recopilación de su labor a James Bowell el Joven, resultando en la publicación final en 1821 de una edición conocida como “Third Variorum edition” y la cual esta contendida en veintiún volúmenes. Su hermano mayor y testamentario, llamado Lord Sunderlin (1738-1816), presentó gran parte de la espléndida colección de libros de Malone, incluyendo los dramas de variedades, a la Biblioteca Bodleiana, la cual tiempo después compró algunos de sus manuscritos y correspondencia literaria. El Museo Británico también posee algunas de las cartas de Malone y su copia con anotaciones del diccionario de Samuel Johnson.

## Cronología de obras
| Año  | Obra |
| ---- | --- |
| 1778 | Realiza un intento por establecer el orden por el cual las obras atribuidas a Shakespeare fueron escritas. Este trabajo está contenido en “Obras de Shakespeare, Volumen I” (en inglés “Works of Shakespeare”).                        |
| 1780 | Realiza un suplemento para las ediciones de las obras dramáticas de Shakespeare escritas por Johnson y Steevens. |
| 1787 | Una disertación sobre las tres partes de la obra de Shakespeare, "Enrique VI". |
| 1790 | Obras de Shakespeare contenidas en dieciséis volúmenes. |
| 1792 | Carta dirigida hacia el Revendo Richard Farmer, y segunda edición de las obras de Shakespeare, publicada en 1790, la cual contiene algunas críticas.                                                                                   |
| 1796 | Investigación sobre la autenticidad de unos documentos e instrumentos legales publicados el 24 de diciembre de 1795, los cuales han sido atribuidos a Shakespeare, la Reina Isabel I, y a Henry Wriothesley, III conde de Southampton. |